# Поромбка (Сілезьке воєводство)
Поромбка (пол. Porąbka, нім. Porombka) — село в Польщі, у гміні Поромбка Бельського повіту Сілезького воєводства.
Населення — 3968 осіб (2011).
У 1975-1998 роках село належало до Бельського воєводства.

## Демографія
Демографічна структура станом на 31 березня 2011 року:
|          | Загалом | Допрацездатний вік | Працездатний вік | Постпрацездатний вік |
| -------- | ------- | ------------------ | ---------------- | -------------------- |
| Чоловіки | 1909    | 403                | 1279             | 227                  |
| Жінки    | 2059    | 385                | 1191             | 483                  |
| Разом    | 3968    | 788                | 2470             | 710                  |